# Сан Марино (Виченца)
Сан Марино је насеље у Италији у округу Виченца, региону Венето.
Према процени из 2011. у насељу је живело 156 становника. Насеље се налази на надморској висини од 187 м.